# 長崎輝章
長崎 輝章（ながさき てるあき、1952年（昭和27年） - ）は日本の外交官。バルセロナ総領事、駐グアテマラ特命全権大使、駐バチカン特命全権大使を経て、東京外国語大学社会・国際貢献情報センター長・特任教授。

## 人物
東京都出身。1977年慶應義塾大学法学部を卒業し、外務省入省。国際平和協力本部事務局参事官、在スイス日本大使館公使、在フィンランド日本大使館公使を歴任。1998年には在ペルー臨時代理大使として、フェルナンド・デ・トラセグニエス・グランダ外務大臣との間で、9400万余円の資金援助取極を結んだ。2007年からバルセロナ総領事、2010年から駐グアテマラ特命全権大使。2013年7月から駐バチカン特命全権大使。
2016年3月に退官し、同年4月、中南米に詳しい大使経験者を探していた東京外国語大学の照会を受けた藤江陽子文部科学省大臣官房人事課長の紹介で、東京外国語大学特任教授に就任したが、違法な天下りにあたる可能性があると報じられた（文部科学省天下り問題）。その後、岸田文雄外務大臣から、直接のやりとりはなかったとの中間調査結果が明らかにされたが、2017年3月30日に出された最終報告書では違法な斡旋がなされたと認定され、当時外務省大臣官房人事課長を務めていた四方敬之外務省アジア大洋州局参事官（現中国公使）が、履歴書を東京外国語大学に提出して事件に関与したとして、減給4カ月（10分の2）の懲戒処分を受けた。2018年4月、東京外国語大学社会・国際貢献情報センター長。

## 入省同期
- 秋元義孝（12年駐オーストラリア大使・10年儀典長）
- 佐野利男（13年軍縮会議代表部大使・10年駐デンマーク大使・08年軍縮不拡散・科学部長）
- 鈴木敏郎（13年駐エジプト大使・12年中東・北アフリカ諸国情勢担当大使・10年駐シリア大使・08年中東アフリカ局長）
- 梅本和義（13年国連次席大使・11年駐スイス大使・08年北米局長）
- 太田清和（10年シアトル総領事）
- 佐藤悟（11年駐スペイン大使・10年外務報道官・08年中南米局長）
- 小寺次郎（12年駐サウジアラビア大使・10年欧州局長・08年国際情報統括官）
- 八木毅（12年駐印大使兼ブータン大使・10年経済局長）
- 長嶺安政（13年外務審議官（経済）・12年駐オランダ大使・10年国際法局長）
- 深田博史（13年駐ベトナム大使・10年駐セネガル大使・08年領事局長）
- 川田司（11年駐アルジェリア大使・10年領事局長）
- 角茂樹（11年駐バーレーン大使・08年国連大使）
- 井上進（11年駐コートジボワール大使）
- 小池政行（日本赤十字看護大学教授）
- 佐渡島志郎（11年駐バングラデシュ大使・10年国際協力局長）
- 花田吉隆（11年駐東ティモール大使）
- 杉山晋輔（13年外務審議官（政務）・11年アジア大洋州局長・08年地球規模課題審議官）
- 高原寿一（12年駐チュニジア大使）
- 手塚義雅（12年駐トリニダード・トバゴ大使）